# Robin Mishra
Robin Mishra (* 1969) ist ein deutscher Journalist und Ministerialbeamter.

## Leben
Er studierte ab 1988 Jura in Münster und Paris (Erstes Staatsexamen 1994) und wurde 1997 promoviert. Nach dem Zweiten Staatsexamen 1998 arbeitete er zunächst als Assistent des Vorstandsvorsitzenden bei der Bertelsmann AG/CLT-UFA in Luxemburg. 2000 wechselte er zum WDR nach Düsseldorf in die Redaktion Landespolitik Fernsehen (TV-Politmagazin „Westpol“).
2001 wurde er Parlamentskorrespondent des Rheinischen Merkurs und 2006 Leiter des Hauptstadtbüros. Seit 2010 arbeitete er als Pressesprecher des Bundesforschungsministerium für die Ministerinnen Annette Schavan und Johanna Wanka. Von 2015 bis 2018 leitete Mishra den Wissenschaftsbereich an der Deutschen Botschaft in Washington. Von 2018 bis 2022 leitete er die Stabsstelle Kommunikation und Digitalisierung bei der Beauftragten der Bundesregierung für Kultur und Medien. Von 2022 bis 2025 war er Direktor Kommunikation beim Bundesarchiv. Seit 2025 ist er als Abteilungsleiter für Erinnerungskultur beim Beauftragten der Bundesregierung für Kultur und Medien tätig.

## Preise und Auszeichnungen
- 2004 Arthur F. Burns-Stipendium bei der Chicago Tribune
- 2005 Arthur F. Burns-Journalistenpreis für die Berichterstattung über den US-Präsidentschaftswahlkampf
- 2009 Roman-Herzog-Medienpreis zum Thema: Wie bekommen wir die besten Persönlichkeiten in die Politik?

## Veröffentlichungen
- Angela Merkel (Hrsg.): Machtworte. Die Standpunkte der Kanzlerin. Herder, Freiburg 2010, ISBN 978-3-451-30353-1.
- Wie ich lernte, die Politiker zu lieben. Ein Ratgeber für das Volk und seine Vertreter. Herder, Freiburg 2009, ISBN 978-3-451-30157-5.
- Zulässigkeit und Grenzen der Urteilsschelte. Duncker & Humblot, Berlin 1997, ISBN 3-428-09152-3.